# Фудбалски савез Британских Девичанских Острва
Фудбалски савез Британских Девичанских Острва (енгл. British Virgin Islands Football Association (BVIFA)) је Фудбалски савез Британских Девичанских Oстрва. Фудбалски савез је основан 1974. године и члан је Конкакафа од 1996. године. БВИФА је 1996. године је такође постало члан ФИФАе.
Фудбалски савез је одговоран за фудбалску репрезентацију Британских Девичанских Острва.
БВИФА надгледа администрацију фудбалских лига Британских Девичанских Острва; БВИФА националну фудбалску лигу, ФА женску лигу, ФА националну омладинску лигу и ФА футсал лигу, као и ФА фестивал куп, ФА Биг Фоур, Супер 6 и друге ФА турнире које организује.